# Danda
Danda dosłownie: kij (dewanagari दंड) – atrybut duchownych hinduskich.
Również atrybut Śiwy, oznaczający śmierć i gunę tamas.

## Tradycja
Długi kij noszony przez sannjasinów lub brahmaćarinów. W zależności od tradycji, z jakiej wywodzi się duchowny, danda może symbolizować np. złożone śluby lub gotowość obrony Wed za wszelką cenę.
Przyjmuje się, że moniści noszą eka-dandę (eka - jeden), czyli pojedynczy kij, natomiast zwolennicy filozofii personalistycznej tri-dandę (tri - trzy), czyli sztywno związane trzy kije. Danda często znajduje się w specjalnym pokrowcu i jest bardzo cennym przedmiotem dla jej właściciela. Nietaktem jest dotykanie dandy bez wyraźnego pozwolenia duchownego, do którego ona należy.
W tradycyjnym hinduizmie dandawat oznacza pokłon.

## Sanskryt
W piśmie dewanagari pionowy znak |
Znak przestankowy odpowiadający przecinkowi lub kropce. W poezji pojedyncza danda | stoi na końcu pierwszej połowy zwrotki, podwójna danda || na końcu zwrotki. Często pomiędzy dwie podwójne dandy wstawia się numer kolejny zwrotki, np. ||२०|| (zwrotka dwudziesta).